# Vương quốc Thessaloniki
Vương quốc Thessaloniki (tiếng Hy Lạp: Βασίλειο της Θεσσαλονίκης) là một chính thể xuất hiện sau cuộc Thập tự chinh lần thứ tư với cương vực trải phần lớn quốc thổ Hi Lạp ngày nay.

## Lịch sử
Sau khi Constantinople bị Thập tự quân cưỡng đoạt năm 1204, lĩnh tụ Boniface của Montferrat, thủ lĩnh tụ của cuộc thập tự chinh, được giáo triều La Mã hậu thuẫn làm tân hoàng đế Byzantine. Tuy nhiên, người Venet cảm thấy rằng Boniface đã gắn bó chặt chẽ với đế quốc Byzantine, khi anh trai Conrad kết hôn với gia đình hoàng gia Byzantine. Người Venezia muốn có một vị hoàng đế mà họ có thể kiểm soát dễ dàng hơn, và với ảnh hưởng của họ, Baldwin xứ Flanders được bầu làm hoàng đế của tân Đế quốc Latin.
Boniface buộc phải miễn cưỡng chấp nhận điều này, và quyết tâm chinh phục Thessaloniki, thành phố lớn thứ hai của Byzantine sau Constantinople. Lúc đầu, anh phải cạnh tranh với Hoàng đế Baldwin, người cũng muốn thành phố. Sau đó, ông tiếp tục chiếm thành phố vào năm 1204 và thiết lập một vương quốc ở đó, trực thuộc Baldwin, mặc dù danh hiệu "vua" chưa bao giờ được chính thức sử dụng. Các nguồn tin từ thế kỷ 13-14 cho thấy Boniface dựa trên tuyên bố của ông đối với Tê-sa-lô-ni-ca về tuyên bố rằng em trai ông Renier đã được ban cho Tê-sa-lô-ni-ca trong cuộc hôn nhân của ông với Maria Komnene năm 1180.
Vào năm 1204-5, Boniface đã có thể mở rộng ảnh hưởng của mình về phía Nam để tiến vào Hi Lạp, tiến qua Thessalia, Boeotia, Euboea và Attik. Ranh giới của Vương quốc Thessaloniki dường như chỉ kéo dài đến Domokos, Pharsalus, và Velestino: miền nam Thessaly, với các thị trấn Zetounion và Ravennika, dưới sự cai trị của Hoàng đế Latinh, và các hiệu trưởng của miền nam Hy Lạp chỉ Các chư hầu phong kiến của Boniface. Cuộc viễn chinh của hoàng đế Henry của Flanders chống lại các nô lệ Lombard nổi loạn của Tê-sa-lô-ni-ca trong năm 1208–09, tuy nhiên đã chấm dứt sự phụ thuộc phong kiến của các lĩnh tụ miền Nam - Công quốc Athenai, Hầu tước Bodonitsa, Quyền lãnh đạo của Salona, và chế độ quân chủ của Negropontis, về Thessaloniki, thay thế nó bằng quyền bá chủ trực tiếp.

## Quốc chủ
The kingdom was claimed by titular kings of the house of Montferrat until 1284 and also by the Dukes of Burgundy; Baldwin II of Constantinople had promised the title to Hugh IV should he regain the Đế quốc Latin.

## Quốc vương
- 1204–1207: Boniface of Montferrat (Boniface I)
- 1207–1224: Demetrius of Montferrat (Demetrius)
  - 1207–1209: Oberto II of Biandrate, regent
  - 1210–1216/17: Eustace of Flanders (with Berthold of Katzenelnbogen?), regent
  - 1217: Berthold of Katzenelnbogen, regent
  - 1221–1224: Guido Pallavicini, regent

## Phó vương
- 1224–1230: Demetrius of Montferrat (Demetrius)
- 1230–1239: Frederick II, Holy Roman Emperor (Frederick)
- 1239–1253: Boniface II of Montferrat (Boniface II)
- 1253–1284: William VII of Montferrat (William)
- 1266–1271: Hugh IV, Duke of Burgundy (Hugh I), rival claimant
- 1273–1305: Robert II, Duke of Burgundy (Robert), rival claimant 1271–1284
- 1274–1277: Philip of Sicily, rival claimant
- 1305–1313: Hugh V, Duke of Burgundy (Hugh II)
- 1313–1316: Louis of Burgundy (Louis I)
- 1316–1320: Odo IV, Duke of Burgundy (Odo), sold his rights to
- 1320: Louis I, Duke of Bourbon (Louis II)